# Charles P. Hall

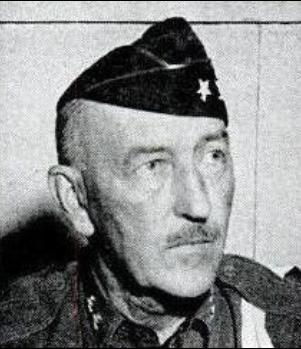
Charles P. Hall

Charles Philip Hall (* 12. Dezember 1886 in Sardis, Mississippi; † 26. Januar 1953 in San Antonio, Texas) war ein Generalleutnant der United States Army. Er war unter anderem Kommandeur zweier Infanteriedivisionen und des XI. Korps.

## Leben
Von 1905 bis 1907 besuchte Charles Hall die University of Mississippi und in den Jahren 1907 bis 1911 die United States Military Academy in West Point. Nach seiner Graduation wurde er als Leutnant der Infanterie zugeteilt. In der Armee durchlief er anschließend alle Offiziersränge vom Leutnant bis zum Drei-Sterne-General. Im Lauf seiner militärischen Karriere absolvierte Hall verschiedene Kurse und Schulungen. Dazu gehörten unter anderem die Infantry School, das Command and General Staff College und das United States Army War College.
Nach seiner Graduation an der Militärakademie diente Hall bis 1914 in einem Infanterieregiment. Danach kehrte er an die Akademie in West Point zurück, wo er das Fach Mathematik unterrichtete. Während des Ersten Weltkriegs, an dem die Vereinigten Staaten ab April 1917 aktiv teilnahmen, gehörte Hall den American Expeditionary Forces an. Dort war er seit März 1918 Stabsoffizier bei der 3. Infanteriebrigade, die der 2. Infanteriedivision unterstand. Hall war in jener Zeit mit seiner Einheit in mehrere Schlachten und Gefechte verwickelt. Dazu gehörten die Schlacht bei Soissons, das Gefecht von Château-Thierry, die Schlacht von St. Mihiel und die Zweite Schlacht an der Marne.
Nach dem Waffenstillstand vom November 1918 gehörte Hall bis zum August 1919 den Besatzungstruppen in Deutschland an. In den 1920er und 1930er Jahren versah er den für Offiziere in den entsprechenden Rangstufen üblichen Dienst in unterschiedlichen Einheiten und Standorten. Dazu gehörten auch Aufgaben als Stabsoffizier in verschiedenen Hauptquartieren. Damals absolvierte er auch die oben erwähnten Schulen. Außerdem war er Dozent an einigen Militärschulen. Anfang der 1930er Jahre war Hall auf den Philippinen stationiert.
Zwischen März 1940 und Februar 1941 kommandierte Charles Hall das 11. Infanterieregiment, das der 5. Infanteriedivision unterstand und in Fort McClellan in Alabama stationiert war. Nach seiner Zeit als Regimentskommandeur wurde Hall zum Stab der 3. Infanteriedivision versetzt. In den Monaten August und September 1941 war er im Rang eines Brigadegenerals kommissarischer Kommandeur dieser Division. Insgesamt gehörte er zwischen Februar und August 1941 dem Stab der 3. Infanteriedivision an.

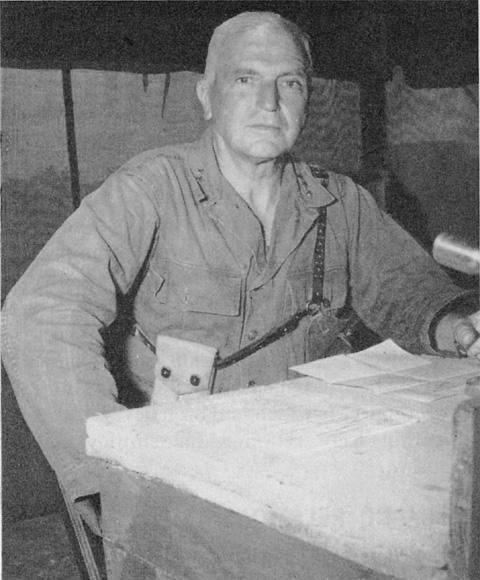
Charles P. Hall während seiner Zeit als Kommandeur des XI. Korps

Im August 1941 übernahm er das Kommando über die 93. Infanteriedivision, das er bis Oktober 1942 innehatte. In diese Zeit fiel der Eintritt der Vereinigten Staaten in den Zweiten Weltkrieg. Die 93. Division war zu Halls Zeiten als Kommandeur noch nicht im Kriegseinsatz. Stattdessen wurde sie in Kalifornien auf einen solchen Einsatz vorbereitet, zu dem es dann erst im Jahr 1944 auf dem pazifischen Kriegsschauplatz kam. Zu dieser Zeit war Hall längst nicht mehr deren Divisionskommandeur. Im Oktober 1942 übernahm er das Kommando über das XI. Korps. Dieses war an den Operationen im Pazifik beteiligt. Es nahm an mehreren Schlachten und Gefechten teil und war an der Rückeroberung der Philippinen beteiligt. Das Korps war auch für die Landung in Japan vorgesehen, wozu es dann wegen der Kapitulation Japans nicht mehr kam. Nach der Kapitulation landete das Korps in Yokohama und gehörte zu den Besatzungstruppen in Japan. Hall behielt sein Kommando über das XI. Korps bis zum 15. März 1946.
Zwischen Juli 1946 und November 1948 leitete Charles Hall die Stabsabteilung für Organisation und Ausbildung (Director of Organisation & Training Division) beim Kriegsministerium bzw. beim 1947 neugeschaffenen Heeresamt. Im Dezember 1948 schied er aus dem aktiven Militärdienst aus.
Er starb am 26. Januar 1953 in San Antonio und wurde auf dem Fort Sam Houston National Cemetery beigesetzt.

## Orden und Auszeichnungen
Charles Hall erhielt im Lauf seiner militärischen Laufbahn unter anderem folgende Auszeichnungen:
- Distinguished Service Cross
- Army Distinguished Service Medal
- Silver Star
- Bronze Star Medal
- World War I Victory Medal
- Army of Occupation of Germany Medal
- American Defense Service Medal
- American Campaign Medal
- Asiatic-Pacific Campaign Medal
- World War II Victory Medal
- Purple Heart
- Orden der Ehrenlegion (Frankreich)
- Kriegskreuz (Frankreich)
- Philippine Legion of Honor (Philippinen)
- Philippine Liberation Medal (Philippinen)
- Nil-Orden (Ägypten)
- Medal of Solidarity (Panama)